# Hiromasa Tokioka
Hiromasa Tokioka (Saitama, 24 juni 1974) is een voormalig Japans voetballer.

## Carrière
Hiromasa Tokioka speelde tussen 1997 en 1999 voor Consadole Sapporo.